# Tango Jalousie
Tango Jalousie er komponeret af Jacob Gade, og regnes for det mest spillede danske musikværk rundtom i verden. Det er en tango, der blev skrevet som ledsagelse til en stumfilm i 1925, da Jacob Gade var kapelmester for et 24 mand stort orkester i biografen Paladsteatret i København. Den hed oprindelig Tango Tsigane, og blev skrevet til filmen om Zorros søn, Don Q med Douglas Fairbanks og Mary Astor. Den blev spillet første gang ved filmens københavnske premiere den 14. september 1925.
Jacob Gade havde sit eget forlag sammen med kapelmesteren Jens Warny. Tango Jalousie blev dets første udgivelse og største succes, som blev udgivet i en række lande. Indtægterne fra den er siden blevet hovedindtægtskilden for Jacob Gades Legat der blev oprettet i 1956.
Manuskriptet blev erhvervet af Det Kongelige Bibliotek i 1993 med støtte fra Augustinus Fonden.